# Mixtape 4
Mixtape 4 – czwarty album studyjny polskiego DJ-a i producenta muzycznego DJ Decksa. Wydawnictwo ukazało się 5 września 2008 roku nakładem wytwórni muzycznej Fonografika. Prace nad albumem trwały około dwóch lat.
Nagrania dotarły do 18. miejsca zestawienia OLiS.

## Lista utworów
Opracowano na podstawie materiału źródłowego.
1. "Zelo-Intro" (miksowanie: Doniu, mastering: Arek Namysłowski) - 0:53
2. "Dla moich ludzi" (gościnnie: Kaczor, Gural, Peja, miksowanie: Doniu, mastering: Arek Namysłowski) - 4:52
3. "Płomień + Decks = Czysty hip-hop" (gościnnie: Płomień 81, miksowanie: Doniu, mastering: Arek Namysłowski) - 3:07
4. "Od świtu do zmierzchu" (gościnnie: Ramona 23, Paluch, Oldas, Pele, Kobra, Gandzior, Sheler, Medi Top Glon, miksowanie: Doniu, mastering: Arek Namysłowski) - 6:00
5. "Hip-hop" (gościnnie: O.S.T.R., miksowanie: Doniu, mastering: Arek Namysłowski) - 2:22
6. "Reakcja łańcuchowa" (gościnnie: Hemp Gru, Żary, K8, miksowanie: Doniu, mastering: Arek Namysłowski) - 2:33[A]
7. "Beatbox 1" (gościnnie: Blady Kris, miksowanie: Doniu, mastering: Arek Namysłowski) - 1:47
8. "Ostatni" (gościnnie: Kołcz, miksowanie: Doniu, mastering: Arek Namysłowski) - 1:43
9. "You Can Have it All" (gościnie: Mr. Krugga, miksowanie: Doniu, mastering: Arek Namysłowski) - 4:28
10. "Lojalność i przyjaźń" (gościnne: WWO, miksowanie: Doniu, mastering: Arek Namysłowski) - 2:31
11. "Praż albo giń" (gościnnie: Kajman, Borixon, miksowanie: Doniu, mastering: Arek Namysłowski) - 3:10
12. "Spontan" (gościnnie: CNE, WSZ, miksowanie: Doniu, mastering: Arek Namysłowski) - 1:18
13. "Rozpoznaj" (gościnnie: 2cztery7, miksowanie: Doniu, mastering: Arek Namysłowski) - 4:19
14. "Beatbox 2" (gościnnie: Blady Kris, miksowanie: Doniu, mastering: Arek Namysłowski) - 0:29
15. "Rzucisz ręcznik na ring" (gościnnie: Skazani na Sukcezz, miksowanie: Doniu, mastering: Arek Namysłowski) - 3:11
16. "IV RP" (gościnnie: TDF, miksowanie: Doniu, mastering: Arek Namysłowski) - 4:15
17. "A jednak" (gościnnie: Zipera, Juras, miksowanie: Doniu, mastering: Arek Namysłowski) - 2:14
18. "Na mixtejpie u Decksa" (gościnnie: PTP, miksowanie: Doniu, mastering: Arek Namysłowski) - 4:11
19. "Snake Song" (gościnnie: K8, miksowanie: Doniu, mastering: Arek Namysłowski) - 3:17

Notatki
- A^ W utworze wykorzystano sample z piosenki "It's Cool" w wykonaniu Waltera Jacksona[6].